# Thiago Monteiro
Thiago Moura Monteiro (ur. 31 maja 1994 w Fortalezy) – brazylijski tenisista, reprezentant w Pucharze Davisa.

## Kariera tenisowa
Zawodową karierę Monteiro rozpoczął w 2011 roku.
W grze pojedynczej wygrał 8 turniejów rangi ATP Challenger Tour. Debiut Brazylijczyka w drabince głównej zawodów wielkoszlemowych miał miejsce podczas Australian Open 2017, ponosząc porażkę w 1. rundzie z Jo-Wilfriedem Tsongą.
Od września 2016 Monteiro jest reprezentantem Brazylii w Pucharze Davisa.
W rankingu gry pojedynczej najwyżej był na 61. miejscu (17 października 2022), a w klasyfikacji gry podwójnej na 144. pozycji (31 stycznia 2022).

### Zwycięstwa w turniejach ATP Challenger Tour

#### Gra pojedyncza
| Końcowy wynik | Nr | Data                 | Turniej         | Nawierzchnia | Przeciwnik        | Wynik finału        |
| ------------- | -- | -------------------- | --------------- | ------------ | ----------------- | ------------------- |
| Zwycięzca     | 1. | 8 maja 2016          | Aix-en-Provence | Ceglana      | Carlos Berlocq    | 4:6, 6:4, 6:1       |
| Zwycięzca     | 2. | 27 stycznia 2019     | Punta del Este  | Ceglana      | Facundo Argüello  | 3:6, 6:2, 6:3       |
| Zwycięzca     | 3. | 13 lipca 2019        | Brunszwik       | Ceglana      | Tobias Kamke      | 7:6(6), 6:1         |
| Zwycięzca     | 4. | 27 października 2019 | Lima            | Ceglana      | Federico Coria    | 6:2, 6:7(7), 6:4    |
| Zwycięzca     | 5. | 2 lutego 2020        | Punta del Este  | Ceglana      | Marco Cecchinato  | 7:6(3), 6:7(6), 7:5 |
| Zwycięzca     | 6. | 26 września 2021     | Braga           | Ceglana      | Nikola Milojević  | 7:5, 7:5            |
| Zwycięzca     | 7. | 10 lipca 2022        | Salzburg        | Ceglana      | Norbert Gombos    | 6:3, 7:6(2)         |
| Zwycięzca     | 8. | 25 września 2022     | Genua           | Ceglana      | Andrea Pellegrino | 6:1, 7:6(2)         |